# Isotopen van seaborgium
Het chemisch element seaborgium (Sg), met een atoommassa van 263,1182 u, bezit geen stabiele isotopen en wordt dus geclassificeerd als radioactief element. De 12 radio-isotopen zijn onstabiel en hebben een relatief korte halfwaardetijd (de meeste minder dan een seconde).
In de natuur komt geen seaborgium voor: alle isotopen zijn synthetisch bereid in een laboratorium. De eerste synthetische isotoop was 263mSg (een nucleair isomeer), in 1974.
De kortstlevende isotoop van seaborgium is 258Sg, met een halfwaardetijd van ongeveer 3,3 milliseconden. De langstlevende is 271Sg, met een halfwaardetijd van 2,4 minuten.

## Overzicht
| Nuclide | Z (p)             | N (n)             | Isotopische massa (u) | Halveringstijd | Radioactief verval                                                                   | Kernspin |
| Nuclide | Excitatie-energie | Excitatie-energie | Excitatie-energie     | Halveringstijd | Radioactief verval                                                                   | Kernspin |
| ------- | ----------------- | ----------------- | --------------------- | -------------- | ------------------------------------------------------------------------------------ | -------- |
| 258Sg   | 106               | 152               | 258,11317(45)         | 3,3(10) ms     | SS                                                                                   | 0+       |
| 259Sg   | 106               | 153               | 259,11450(19)         | 580(210) ms    | {\displaystyle {\ce {{^{259}_{106}Sg}->{^{255}_{104}Rf}+\,_{2}^{4}\alpha }}}         | 1/2+     |
| 260Sg   | 106               | 154               | 260,11442(4)          | 3,8(8) ms      | SS (74%)                                                                             | 0+       |
| 260Sg   | 106               | 154               | 260,11442(4)          | 3,8(8) ms      | {\displaystyle {\ce {{^{260}_{106}Sg}->{^{256}_{104}Rf}+\,_{2}^{4}\alpha }}} (26%)   | 0+       |
| 261Sg   | 106               | 155               | 261,11612(14)         | 230(60) ms     | {\displaystyle {\ce {{^{261}_{106}Sg}->{^{257}_{104}Rf}+\,_{2}^{4}\alpha }}} (98,1%) | 7/2+     |
| 261Sg   | 106               | 155               | 261,11612(14)         | 230(60) ms     | {\displaystyle {\ce {{^{261}_{106}Sg}+{e^{-}}->{^{261}_{105}Db}+{\nu }_{e}}}} (1,3%) | 7/2+     |
| 261Sg   | 106               | 155               | 261,11612(14)         | 230(60) ms     | SS (0,6%)                                                                            | 7/2+     |
| 261mSg  |                   |                   |                       | 9 µs           | IC 261Sg                                                                             |          |
| 262Sg   | 106               | 156               | 262,1164(3)           | 8(3) ms        | SS                                                                                   | 0+       |
| 263Sg   | 106               | 157               | 263,11832(13)         | 1,0(2) s       | {\displaystyle {\ce {{^{263}_{106}Sg}->{^{259}_{104}Rf}+\,_{2}^{4}\alpha }}}         | 9/2+     |
| 263mSg  | 100(70) keV       | 100(70) keV       | 100(70) keV           | 120 ms         | {\displaystyle {\ce {{^{263m}_{106}Sg}->{^{259}_{104}Rf}+\,_{2}^{4}\alpha }}} (87%)  | 3/2+     |
| 263mSg  | 100(70) keV       | 100(70) keV       | 100(70) keV           | 120 ms         | SS (13%)                                                                             | 3/2+     |
| 264Sg   | 106               | 158               | 264,11893(30)         | 0,4 s          | SS                                                                                   | 0+       |
| 265aSg  | 106               | 159               | 265,12111(6)          | 8(3) s         | {\displaystyle {\ce {{^{265a}_{106}Sg}->{^{261}_{104}Rf}+\,_{2}^{4}\alpha }}}        |          |
| 265bSg  | 106               | 159               | 265,12111(6)          | 16,2 s         | {\displaystyle {\ce {{^{265b}_{106}Sg}->{^{261}_{104}Rf}+\,_{2}^{4}\alpha }}}        |          |
| 266Sg   | 106               | 160               | 266,12207(31)         | 21(6) s        | SS                                                                                   | 0+       |
| 267Sg   | 106               | 161               | 267,12443(29)         | 19 ms          | SS (83%)                                                                             |          |
| 267Sg   | 106               | 161               | 267,12443(29)         | 19 ms          | {\displaystyle {\ce {{^{267}_{106}Sg}->{^{263}_{104}Rf}+\,_{2}^{4}\alpha }}} (17%)   |          |
| 269Sg   | 106               | 163               | 269,12876(70)         | 35(23) s       | {\displaystyle {\ce {{^{269}_{106}Sg}->{^{265}_{104}Rf}+\,_{2}^{4}\alpha }}}         |          |
| 271Sg   | 106               | 165               | 271,13347(70)         | 2,4 min        | {\displaystyle {\ce {{^{271}_{106}Sg}->{^{267}_{104}Rf}+\,_{2}^{4}\alpha }}} (67%)   |          |
| 271Sg   | 106               | 165               | 271,13347(70)         | 2,4 min        | SS (33%)                                                                             |          |

## Overzicht van isotopen per element
|             | 1           |             |                                              |                                              |                                              |                                              |                                              |                                              |                                              |                                              |                                              |                                              |    |    |    |    |    | 18 |
| 1           | H           | 2           | Periodiek systeem                            | Periodiek systeem                            | Periodiek systeem                            | Periodiek systeem                            | Periodiek systeem                            | Periodiek systeem                            | Periodiek systeem                            | Periodiek systeem                            | Periodiek systeem                            | Periodiek systeem                            | 13 | 14 | 15 | 16 | 17 | He |
| 2           | Li          | Be          | De links verwijzen naar isotopen per element | De links verwijzen naar isotopen per element | De links verwijzen naar isotopen per element | De links verwijzen naar isotopen per element | De links verwijzen naar isotopen per element | De links verwijzen naar isotopen per element | De links verwijzen naar isotopen per element | De links verwijzen naar isotopen per element | De links verwijzen naar isotopen per element | De links verwijzen naar isotopen per element | B  | C  | N  | O  | F  | Ne |
| 3           | Na          | Mg          | 3                                            | 4                                            | 5                                            | 6                                            | 7                                            | 8                                            | 9                                            | 10                                           | 11                                           | 12                                           | Al | Si | P  | S  | Cl | Ar |
| 4           | K           | Ca          | Sc                                           | Ti                                           | V                                            | Cr                                           | Mn                                           | Fe                                           | Co                                           | Ni                                           | Cu                                           | Zn                                           | Ga | Ge | As | Se | Br | Kr |
| 5           | Rb          | Sr          | Y                                            | Zr                                           | Nb                                           | Mo                                           | Tc                                           | Ru                                           | Rh                                           | Pd                                           | Ag                                           | Cd                                           | In | Sn | Sb | Te | I  | Xe |
| 6           | Cs          | Ba          | ↓                                            | Hf                                           | Ta                                           | W                                            | Re                                           | Os                                           | Ir                                           | Pt                                           | Au                                           | Hg                                           | Tl | Pb | Bi | Po | At | Rn |
| 7           | Fr          | Ra          | ↓↓                                           | Rf                                           | Db                                           | Sg                                           | Bh                                           | Hs                                           | Mt                                           | Ds                                           | Rg                                           | Cn                                           | Nh | Fl | Mc | Lv | Ts | Og |
|             |             |             |                                              |                                              |                                              |                                              |                                              |                                              |                                              |                                              |                                              |                                              |    |    |    |    |    |    |
| Lanthaniden | Lanthaniden | Lanthaniden | La                                           | Ce                                           | Pr                                           | Nd                                           | Pm                                           | Sm                                           | Eu                                           | Gd                                           | Tb                                           | Dy                                           | Ho | Er | Tm | Yb | Lu |    |
| Actiniden   | Actiniden   | Actiniden   | Ac                                           | Th                                           | Pa                                           | U                                            | Np                                           | Pu                                           | Am                                           | Cm                                           | Bk                                           | Cf                                           | Es | Fm | Md | No | Lr |    |

258Sg · 259Sg · 260Sg · 261Sg · 261mSg · 262Sg · 263Sg · 263mSg · 264Sg · 265Sg · 265bSg · 266Sg · 267Sg · 268Sg · 269Sg · 270Sg · 271Sg · 272Sg · 273Sg